# Шпотівка
Шпо́тівка — село на Сіверщині в Україні, у Дубов'язівській селищній громаді Конотопського району Сумської області. Населення становить 378 осіб.

## Географія
Село Шпотівка знаходиться на правому березі водосховища Ромен (річка Ромен), вище за течією на відстані 4 км розташоване село Базилівка, нижче за течією на відстані 2 км розташоване село Капітанівка, на протилежному березі — село Нехаївка. По селу протікає пересихаючий струмок з загатою. За 34 км від райцентру у верхів'ї річки Сухий Ромен. Відоме з середини XVIII століття.

## Історія
За переказами старожилів, перші поселенці оселилися по берегах і балках Великого Попового Яру та річки Сухий Ромен, котра в ті часи була дуже мілководна і влітку дуже заростала. Родючі землі приваблювали переселенців із Правобережної України.
Наприкінці XVII століття полковник Корсунського полку Федір Кандиба переселив частину козаків із Курилівки (нині с. Жовтневе) ближче до землі, яку вони обробляли. Більшість із них мали прізвище Шпота. Так виник хутір Шпотівка.
Від 1870 року хутір носить назву село Шпотівка. 1873 розпочалося будівництво церкви. 4 листопада 1877 року на свято Казанської Богоматері церкву освячено. 1884 в селі відкрилася однокласна школа, побудована при в'їзді в село з боку села Капітанівки. Школа кілька разів перебудовувалася. 1887 школу реорганізовано в середню. 1891 збудована дерев'яна Казанська церква на кошти поміщиці М. Д. Бабаніної. 1900 в селі збудували лікарню.
Шпотівка ділилася на дві громади: Кандибів та Паничів. У 60-х роках XIX століття економію Паничів купив Прокіп Тимошенко, батько майбутнього вченого в галузі інженерної освіти Тимошенка Степана Прокоповича.
1917 року село увійшло до складу УНР. В результаті більшовицької пропаганди погромлено господарство Кандиби.

### Голодомор
1920 — влада російських комуністів. На початку 1931 року 18 сімей селян загнали в сільськогосподарські артілі імені Молотова та «Нове життя». На території сільради працював радгосп-відділок Дубов'язівського цукрозаводу.
Село постраждало внаслідок геноциду українського народу 1932—1933 років, здійсненого урядом СРСР. Про терор голодом у селі, який було замасковано під «хлібозаготівлю», розповідала обласна чернігівська газета «Комуна» в статті «Про Артіль ім. Молотова Шпотівської сільради, що цілком виконала річний план хлібозаготівлі 20 вересня».
Почала працювати державна служба меліорації. Після осушувальних робіт у 1935 році було організовано торфопідприємство.

### Друга світова війна
1939 року СРСР вступив у змову з нацистською Німеччиною. Проте вже 1941 року німці вигнали сталіністів із села. Німецька влада вдалася до примусової висилки молоді на роботи до Німеччини. Сталінські бригади насильно мобілізували до свого війська 184 жителі села, при чому 112 довели до смерті. Сталіністи знову прийшли до села 10 вересня 1943 року. В бою за село загинули 63 солдати 248-ї окремої курсантської стрілецької дивізії сталінської армії.
У 1950 році колгоспи об'єдналися в один — імені Молотова, а 1965 року відбулося об'єднання з колгоспом імені 20-річчя Жовтневої революції (с. Базилівка) та радгоспом в одне господарство «Авангард». Сьогодні в селі працює ПСП «Прометей».

## Сьогодення
На території сільської ради працюють: Шпотівська сільська рада, сільськогосподарське підприємство ПСП «Прометей», два фельдшерських пункти, загальноосвітні школи І-ІІІ та І-ІІ ступенів, сільський Будинок культури, бібліотека, приватні крамниці, поштове відділення.
2021 року в центрі села Шпотівка Дубов'язівської селищної ради Конотопського району відкрили пам'ятний знак братам Тимошенкам.

## Політика

### Парламентські вибори, 2019
На позачергових парламентських виборах 2019 року у селі функціонувала окрема виборча дільниця № 590216, розташована у приміщенні навчально-виховного комплексу.
Результати
- зареєстровано 347 виборців, явка 56,20%, найбільше голосів віддано за «Слугу народу» — 51,79%, за Всеукраїнське об'єднання «Батьківщина» — 14,87%, за Радикальну партію Олега Ляшка — 10,26%[3]. В одномандатному окрузі найбільше голосів отримав Максим Гузенко (Слуга народу) — 50,26%, за Анатолія Кобзаренка (самовисування) — 15,34%, за Віктора Ладуху (Всеукраїнське об'єднання «Батьківщина») — 13,23%[4].

## Пам'ятки
- Братська могила радянських воїнів та пам'ятник воїнам-землякам[d];

## Відомі люди
- Паламаренко Федот Григорович — штабіст 1-ї бригади 4-ї Київської дивізії Армії УНР, Герой Другого Зимового походу,
- Скакун Віталій Миколайович (1991—2023) — солдат Збройних сил України, учасник російсько-української війни.
- Тимошенко Володимир Прокопович — український економіст (зокрема зі сільського господарства), дійсний член НТШ й УВАН.
- Тимошенко Степан Прокопович — український, американський та німецький вчений у галузі механіки. Батько теоретичної механіки. Основоположник теорії міцності матеріалів, теорії пружності та коливань. Один з організаторів і перших академіків Української академії наук (УАН). Автор відомої теорії балок.